# Aspergillus terreus
Aspergillus terreus är en svampart som beskrevs av Thom 1918. Aspergillus terreus ingår i släktet Aspergillus och familjen Trichocomaceae.

## Underarter
Arten delas in i följande underarter:
- aureus
- africanus
- globosus